# Stephan Schwan
Stephan Schwan (* 18. Dezember 1960 in Frankfurt am Main) ist ein deutscher Psychologe. Er ist Leiter der Arbeitsgruppe Realitätsnahe Darstellungen am Leibniz-Institut für Wissensmedien in Tübingen und zudem stellvertretender Direktor des Instituts.

## Leben
Stephan Schwan studierte Psychologie an der Universität Tübingen (Diplom 1988), promovierte (1992) mit der Arbeit „Die Konsequenzen medialer Eigenschaften für den Kommunikationsprozeß am Beispiel der reduzierten Bildwiedergabefrequenz beim Bildtelefon“ und habilitierte sich ebenfalls dort (1992).
Nach Tätigkeiten am Psychologischen Institut der Universität Tübingen und am Deutschen Institut für Fernstudienforschung (DIFF) war er von 2002 bis 2004 als Professor für E-Learning und Leiter der Abteilung für Sozial- und Organisationspsychologie an der Johannes Kepler Universität Linz tätig. Seit 2004 ist Schwan am Leibniz-Institut für Wissensmedien (IWM) in Tübingen Leiter der Arbeitsgruppe Realitätsnahe Darstellungen. 2004 bis 2013 war er dort ebenfalls als stellvertretender Direktor tätig und wurde 2017 erneut dazu ernannt.

## Forschung
Schwans Forschungs- und Themenschwerpunkte umfassen die kognitive Verarbeitung und das Verstehen von dynamischen audiovisuellen Darstellungen sowie das Lernen in virtuellen Realitäten. Er beschäftigt sich insbesondere mit dem Wissenserwerb durch digitale topographische Karten sowie die Rolle digitaler Medien und authentischer Exponate für das informelle Lernen in Museen und Ausstellungen.
Darüber hinaus zeigen Ergebnisse seiner Forschung unter anderem wie Medien wie Schulungsvideos so gestaltet werden können, dass sie Lernprozesse möglichst gut unterstützen.

## Schriften (Auswahl)
- S. Schwan, U. Cress (Hrsg.): The psychology of digital learning: Constructing, exchanging, and acquiring knowledge with digital media. Springer International Publishing, Cham, Switzerland 2017.
- M. Glaser, S. Schwan: Explaining pictures: How verbal cues influence processing of pictorial learning material. In: Journal of Educational Psychology. Band 107, 2015, S. 1006–1018.
- C. Hampp, S. Schwan: The role of authentic objects in museums of the history of science and technology: Findings from a visitor study. In: International Journal of Science Education, Communication and Public Engagement. Part B 5, 2015, S. 161–181.
- S. Schwan, A. Grajal, D. Lewalter: Understanding and engagement in places of science experience: Science Museums, Science Centers, Zoos and Aquariums. In: Educational Psychologist. Band 49, 2014, S. 70–85.
- M. Merkt, S. Weigand, A. Heier, S. Schwan: Learning with videos vs. learning with print: The role of interactive features. In: Learning & Instruction. Band 21, 2011, S. 687–704.
- S. Schwan, S. Ildirar: Watching film for the first time: How adult viewers interpret perceptual discontinuities in film. In: Psychological Science. Band 21, 2010, S. 970–976.
- S. Schwan, R. Riempp: The cognitive benefits of interactive videos: Learning to tie nautical knots. In: Learning & Instruction. Band 14, 2004, S. 293–305.